# Karoline Schuch
Karoline Schuch (Jena, 19 ottobre 1981) è un'attrice tedesca.

## Filmografia parziale

### Cinema
- 7 Zwerge - Der Wald ist nicht genug, regia di Miguel Angelo Pate e Sven Unterwaldt Jr. (2006)
- Zweiohrküken, regia di Til Schweiger e Torsten Künstler (2009)
- Zeiten ändern Dich, regia di Uli Edel (2010)
- Schutzengel, regia di Til Schweiger (2012)
- Drei Zimmer/Küche/Bad, regia di Dietrich Brüggemann (2012)
- Mann tut was Mann kann, regia di Marc Rothemund (2012)
- Wir sind die Neuen, regia di Ralf Westhoff (2014)
- Da muss Mann durch, regia di Marc Rothemund (2015)
- Ich bin dann mal weg, regia di Julia von Heinz (2015)
- Balloon - Il vento della libertà (Ballon), regia di Michael Herbig (2018)
- Baumbacher Syndrome, regia di Gregory Kirchhoff (2019)

### Televisione
- Verbotene Liebe - serie TV, 248 episodi (2000-2002)
- Seventeen - Mädchen sind die besseren Jungs - film TV (2003)
- Primi baci - Quando l'amore fa sognare (Mein erster Freund, Mutter und ich) - film TV (2003)
- Sette in un colpo (Das tapfere Schneiderlein) - film TV (2008)
- Il commissario Voss (Der Alte) - serie TV, 3 episodi (2008-2012)
- Last Cop - L'ultimo sbirro (Der letzte Bulle) - serie TV, 8 episodi (2011-2013)
- Katharina Luther - film TV (2017)
- Tatort - serie TV, 10 episodi (2010-2018)
- Das Geheimnis des Totenwaldes - miniserie TV, 6 episodi (2020)
- Für immer Sommer 90 - film TV (2020)
- Die Zweite Welle - serie TV, 6 episodi (2023)
- Oderbruch - serie TV, 7 episodi (2024)